# Ger Groot
Ger Groot (Amsterdam, 8 april 1954) is een Nederlandse schrijver en filosoof.

## Loopbaan
Hij studeerde filosofie in Amsterdam en Parijs. Daarna woonde hij enkele jaren in Spanje. In de jaren tachtig doceerde hij filosofie aan de Universiteit van Amsterdam, waar hij zich vooral toelegde op esthetica en op de recente Franse filosofie. Van 1990 tot 1993 was hij redacteur van het levensbeschouwelijk katern Letter en geest van het dagblad Trouw. Daarna werd hij medewerker voor filosofie en (vooral Spaanstalige) literatuur van NRC Handelsblad en (tot 2008) De Groene Amsterdammer. Verder is hij columnist van Trouw en publiceert hij regelmatig in filosofische en literaire tijdschriften.
Sinds 1995 doceert Groot filosofie aan de Erasmus Universiteit Rotterdam, waar hij zich vooral bezighoudt met cultuurfilosofie en wijsgerige antropologie. Hij promoveerde daar in 2003 op zijn studie Vier ongemakkelijke filosofen: Nietzsche, Cioran, Bataille, Derrida. Per 1 september 2009 is hij benoemd tot bijzonder hoogleraar 'Filosofie en literatuur' aan de Radboud Universiteit te Nijmegen. Zijn oratie was getiteld Vergeten te bestaan; echte fictie en het fictieve ik.

## Atheïst
Groot, van huis uit rooms-katholiek, belijdt in woord en geschrift dat hij atheïst is, maar hij keert zich tegen dogmatische vormen van atheïsme die niet rationeler zijn dan dogmatische vormen van godsdienstigheid. Hij sprak zich uit tegen de 'missioneringscampagne' van het Humanistisch Verbond die zijn weerga niet kent in mystieke zweverigheid: Humanisten geloven in de kracht van mensen.

## Publicaties
Ger Groot publiceerde de volgende boeken:
- Twee zielen (SUN, 1998).
- De uitgelezen Sartre (Boom/Lannoo, 2000).
- Vier ongemakkelijke filosofen: Nietzsche, Cioran, Bataille, Derrida, Proefschrift) (SUN, 2003).
- Het krediet van het credo: godsdienst, ongeloof, katholicisme (SUN, 2006).
- De gelukkigste illusies: over kwaad en verlossing (SUN, 2008).
- Papierverwerkende industrie: lezen als beroep (Ambo, 2009).
- Vergeten te bestaan: echte fictie en het fictieve ik (Vantilt, 2010)
- De geest uit de fles: hoe de moderne mens werd wie hij is (Lemniscaat, 2017)

In 2008 verscheen van hem in de reeks NRC-Handelsblad Academie een 8 cd’s tellende box met hoorcolleges over de wordingsgeschiedenis van het hedendaagse subject: De menselijke toon. In 2010 volgde bij Home Academy de cd-box 'Moderne Franse filosofen'.
Verder publiceerde Ger Groot een aantal vertalingen, waaronder:
- Edmund Husserl, Filosofie als strenge wetenschap (Boom, 1980).
- Robert C. Christopher, De Japanse Reus (Veen, 1983)
- Georges Duby, De kathedralenbouwers (Elsevier, 1984).
- Jacques Derrida, Sporen. De stijlen van Nietzsche (Wereldvenster,1985. Nieuwe, herziene uitgave bij Sun in 2005).
- Simon Schama, Patriotten en bevrijders. Revolutie in de Noordelijke Nederlanden, 1780/1813 (Agon, 1989).
- Jacques Derrida, Marges - van de filosofie (Gooi en Sticht, 1989). (Nieuwe, volledige versie in voorbereiding)
- Jacques Derrida, Sjibbolet. Voor Paul Celan (Garant, 1992).